# Marina Puerto Atlántico
La Marina Puerto Atlántico (Marina Porto Atlântico en idioma portugués y oficialmente) es un puerto deportivo situado en el muelle norte del puerto de Leixões, que es el puerto comercial de Oporto. 
Tanto la Marina como el Puerto pertenecen a la freguesia de Leça da Palmeira, que es parte del municipio de Matosinhos, uno de los municipios que forman el Gran Área Metropolitana de Oporto.

## Historia
La Marina Puerto Atlántico pertenece a una asociación creada el 25 de octubre de 1992 por cuatro clubes náuticos. Los clubes son:
- Clube de Vela Atlântico
- Clube Naval de Leça
- Sport Club do Porto
- Yate Clube do Porto

## Instalaciones
Cuenta con 240 amarres en dársenas independientes del puerto comercial. Todos los amarres cuentan con una pasarela lateral, y cada amarre tiene contador individual de corriente eléctrica y de agua.
Tiene un calado en amarres de entre 2 y 3,5 m.